# Upiory (powieść)
Upiory (norw. Gjenferd) – powieść kryminalna norweskiego pisarza Jo Nesbø, opublikowana w 2011 r. Pierwsze polskie wydanie ukazało się w 2012 nakładem Wydawnictwa Dolnośląskiego, w tłumaczeniu Iwony Zimnickiej.
Jest dziewiątą powieścią, w której występuje postać dawnego komisarza Harry'ego Hole. Akcja dotyczy prowadzonego w Oslo śledztwa o niskim priorytecie ważności, w sprawie zabójstwa narkomana − Gusto Hanssena. Podejrzanym jest Oleg Fauke − syn Rakel Fauke, nieformalnej partnerki Harry'ego Hole. Były komisarz (obecnie pracownik firmy windykacyjnej z Hongkongu) stara się też wytropić tajemniczego Dubaja − nowego w Oslo handlarza narkotyków. W powieści opisane są prawidłowości rządzące norweskim rynkiem handlu narkotykami, a także korupcją w policji i świecie polityki lokalnej. Podkreślone są także skomplikowane relacje psychologiczne pomiędzy Harrym a Olegiem.